# Paul Bern
Pour les articles homonymes, voir Bern (homonymie).
Paul Bern, né le 3 décembre 1889 et mort le 5 septembre 1932, est un réalisateur, scénariste et producteur américain pour la Metro-Goldwyn-Mayer. Il a contribué au lancement de la carrière de Jean Harlow, avec qui il s'est marié en juillet 1932.

## Biographie
Paul Bern et né sous le nom Paul Levy à Wandsbek, quartier de Hambourg, dans la province de Schleswig-Holstein. Il était un des six enfants de Julius et Henriette (née Hirsch) Levy. En 1898, Julius décide de tenter sa chance aux États-Unis où il déménage avec sa famille, à cause des pressions sur les juifs subies à l'époque en Allemagne. 
Paul étudie à l'école d'art dramatique et commence sa carrière sur scène, adoptant comme nom de scène le nom de Paul Bern. Il réalise plusieurs films après avoir été scénariste, et devient producteur pour le compte de la Metro-Goldwyn-Mayer.
Deux mois après s'être marié avec Jean Harlow, il est retrouvé mort d'une balle dans la tête dans leur maison d'Easton Drive à Beverly Hills. Une lettre est retrouvée à proximité, laissant croire à un suicide, mais l'authenticité du document est contestée. C'est une courte lettre d'adieu dédiée à Jean : 
« Dearest Dear, unfortunately this is the only way to make good the frightful wrong I have done you and to wipe out my abject humiliation. I love you.

Paul
« You understand that last night was only a comedy ». » La rumeur de l'époque a laissé entendre qu'il s'était suicidé à cause de la découverte par Jean Harlow qu'il existait une « autre Mme Bern », Dorothy Millette, qui n'avait pas accepté son remariage, et qui s'est jetée peu après dans le fleuve Sacramento.
Il est enterré à l'Inglewood Park Cemetery à Los Angeles.

## Filmographie

### Réalisateur
- 1922 : Head over Heels (en)
- 1924 : Open All Night (en)
- 1925 : Flower of Night
- 1930 : The Woman Racket (en) (non crédité)

### Producteur
- 1929 : Geraldine de Melville Brown
- 1929 : Voisins ennemis (Noisy Neighbors) de Charles Reisner
- 1929 : Square Shoulders (en) de E. Mason Hopper
- 1930 : Anna Christie de Clarence Brown
- 1931 : The Prodigal de Harry A. Pollard (non crédité)
- 1932 : Grand Hotel d'Edmund Goulding

### Scénariste
- 1919 :  Greater Than Love de John M. Stahl
- 1920 : Celle qu'on oublie (Women Men Forget) de John M. Stahl
- 1923 : Calvaire d'apôtre de Maurice Tourneur
- 1923 : Un drame en Polynésie (Lost and Found on a South Sea Island)
- 1924 : Comédiennes (The Marriage Circle) d'Ernst Lubitsch
- 1924 : Le Glaive de la loi (Name the Man) de Victor Sjöström
- 1926 : Prince of Tempters de Lothar Mendes
- 1927 : L'Étrange Aventure du vagabond poète (The Beloved Rogue) d'Alan Crosland
- 1927 : Colombe (The Dove) de Roland West
- 1932 : Grand Hotel d'Edmund Goulding